# سالواتوره پینا
سالواتوره پینا (انگلیسی: Salvatore Pinna؛ زادهٔ ۲۳ اوت ۱۹۷۵) بازیکن فوتبال اهل ایتالیا است.
از باشگاه‌هایی که در آن بازی کرده‌است می‌توان به باشگاه فوتبال سالرنیتانا و باشگاه فوتبال دلفینو پسکارا اشاره کرد.